# Jean-François Lyotard

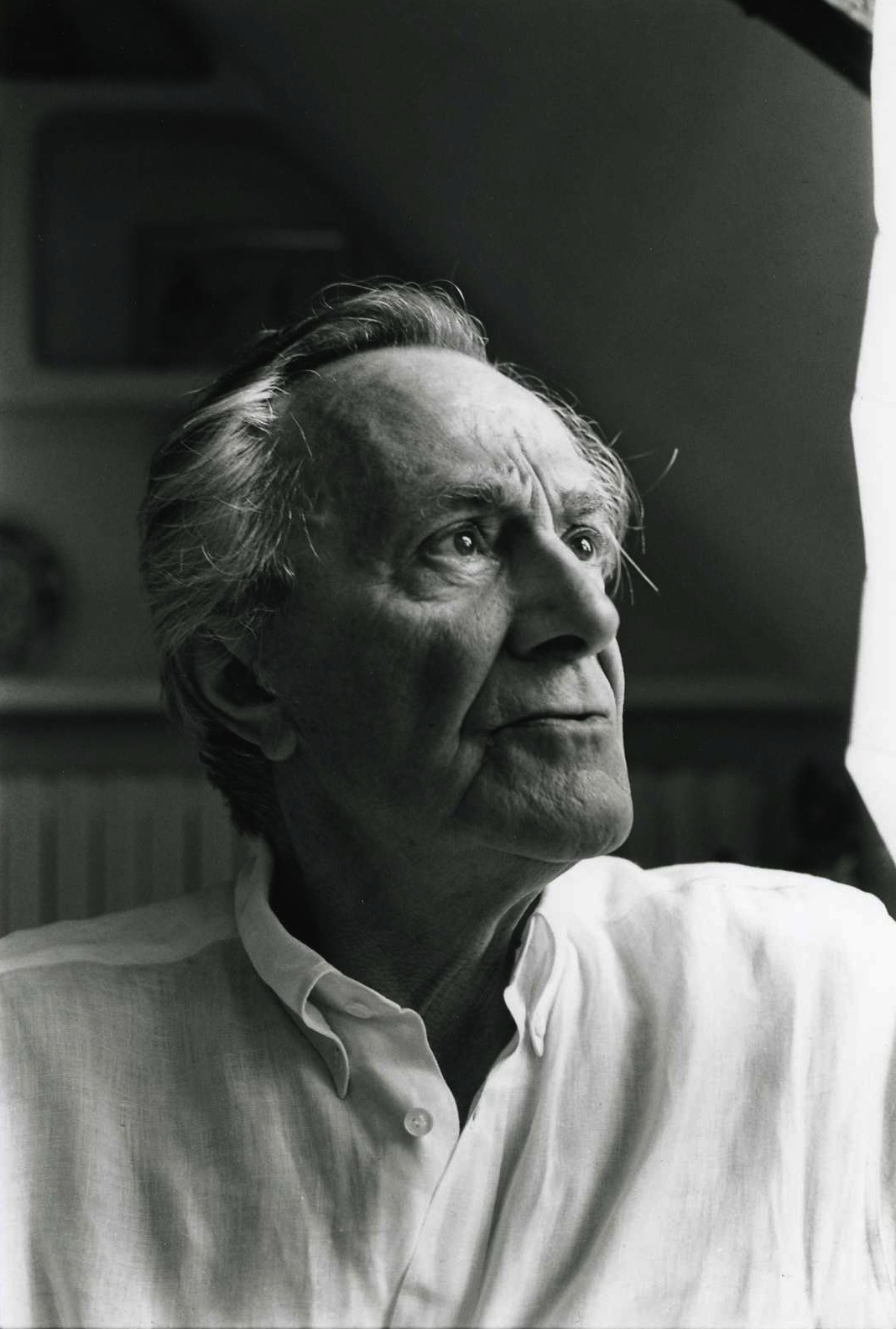
Jean-François Lyotard

Jean-François Lyotard (ur. 10 sierpnia 1924 w Wersalu, zm. 21 kwietnia 1998 w Paryżu) – francuski filozof, przedstawiciel postmodernizmu. Uznawany za ojca tego kierunku i często określany mianem „papieża” postmodernizmu.
W latach 50. XX wieku związany z grupą Socialisme ou barbarie – młodych marksistów, którzy dostrzegali fiasko radzieckiej wersji komunizmu w wymiarze politycznym i społecznym. Wykładowca na słynnym uniwersytecie Sorbonne Paris VIII (Vincennes-St.Denis), skupiającym takich myślicieli jak Michel Foucault czy Gilles Deleuze.
Jako jeden z niewielu intelektualistów zaliczanych do przedstawicieli postmodernizmu nie odżegnywał się od określania go mianem „postmodernisty”, jak zwykli czynić na przykład Michel Foucault czy Umberto Eco.
Myśl Lyotarda trudno poddać systematyzacji. Jest autorem między innymi książki Kondycja ponowoczesna. Raport o stanie wiedzy (1979), tekstu niezwykle ważnego dla kształtowania się tożsamości postmodernistycznej. Ogłosił w tej książce upadek „wielkich metanarracji oświeceniowych”: wyzwolenia racjonalnego podmiotu i historii jako rozumnego postępu. Uważał, że obie te narracje współcześnie się wyczerpały i że ich uniwersalistyczne postulaty stoją w sprzeczności z tendencją do wielokierunkowości, pluralizmu, które cechują świat po drugiej wojnie światowej.

## Wybrane pozycje w języku polskim
- Jean-François Lyotard, Kondycja ponowoczesna, Aletheia 1997.
- Jean-François Lyotard, Poróżnienie, Wyd. Uniwersytetu Jagiellońskiego, Kraków 2010.
- Jean-François Lyotard, Postmodernizm dla dzieci, Aletheia 1998.
- Jean-Francois Lyotard, Wzniosłość i awangarda, tłum. M. Bieńczyk, "Teksty Drugie" 1996, nr 2–3.